# Гаврил Житомљићанин
Гаврил Житомљићанин (XVII век) био је српски свештеник, преписивач и живописац.

## Дело
Гаврил Житомљићанин је исписао Празнични минеј у Хиландару 1670. године. На почетку текста је заставица тератолошког стила коју образују разне животиње. Истоветна заставица налази се у псалтиру из 1654. који је из Хиландара био послат у манастир Беочин, а одатле пренет у Музеј Српске православне цркве у Београду, као и у Октоиху из 1663. који се данас налази у Патријаршијској библиотеци у Београду.